# 294600 Abedinabedin
294600 Abedinabedin este un asteroid din centura principală de asteroizi.

## Descriere
294600 Abedinabedin este un asteroid din centura principală de asteroizi. A fost descoperit pe 7 ianuarie 2008 la Observatorul Lulin de Ye Quan-Zhi și Chi-Sheng Lin. Asteroidul prezintă o orbită caracterizată de o semiaxă mare de 3,10 ua, o excentricitate de 0,19 și o înclinație de 18,8° în raport cu ecliptica.